# Unterbayerisches Hügelland und Isar-Inn-Schotterplatten
Unterbayerisches Hügelland und Isar-Inn-Schotterplatten (Dolnobavorská pahorkatina a isarsko-innské štěrkové plošiny) je geomorfologická oblast v bavorském podhůří Alp. Na severu je vymezena zhruba tokem Dunaje, na západě částečně tokem Lechu, později vede hranice mezi řekami Lech a Paar. Východní hranici tvoří dolní tok Innu a jeho přítok Salzach (současně tudy probíhá i státní hranice s Rakouskem). Jižní hranice tohoto území je klikatá. Velká jezera Ammersee, Starnberger See a Chiemsee už sem nepatří. Západně od Ammersee a mezi Starnberger See a Chiemsee nicméně oblast dosahuje až na úroveň jejich jižních břehů. Severovýchodně od Chiemsee běží hranice krátce proti proudu řeky Traun (od jejího soutoku s Alz), aby posléze zamířila k severovýchodu k Salzachu.
Z větší části jde o hustě osídlenou krajinu s obdělávanou půdou. Terén je pahorkatý, nadmořská výška se pohybuje většinou od 230 m (Dunaj) po asi 500 m, pouze jižně od Mnichova dosahují vrchy až 700 m. Další významná města vedle Mnichova jsou Ingolstadt a Landshut.
V německém členění má číslo D65, resp. podle starého systému 05 (Inn-Isar-Schotterplatten, tj. jižní část) a 06 (Unterbayerisches Hügelland, tj. severní část).

## Členění
Podle staršího systému Emila Meynena se oblast dělí takto:
- 05 Inn-Isar-Schotterplatten (Innsko-isarské štěrkové plošiny)
  - 050 Fürstenfeldbrucker Hügelland (Fürstenfeldbrucká pahorkatina)
  - 051 Münchener Ebene (Mnichovská rovina)
  - 052 Isen-Sempt-Hügelland (Isensko-semptská pahorkatina)
  - 053 Alzplatte (Alcká plošina)
  - 054 Unteres Inntal (Údolí dolního Innu)
- 06 Unterbayerisches Hügelland (Dolnobavorská pahorkatina)
  - 060 Isar-Inn-Hügelland (Isarsko-innská pahorkatina)
  - 061 Unteres Isartal (Údolí dolního Isaru)
  - 062 Donau-Isar-Hügelland (Dunajsko-isarská pahorkatina)
  - 063 Donaumoos (Dunajský močál)
  - 064 Dungau